# Кратенко, Иван Маркович
Ива́н Ма́ркович Крате́нко (24 ноября 1907 года, Луганская область — 19 февраля 1993 года, Москва) — советский государственный деятель. Лауреат Ленинской премии .

## Биография
Родился 24 ноября 1907 года в селе Ивановка ныне Луганской области.
Начал трудиться уборщиком породы в шахте, затем стал проходчиком. Окончил Краснолучский горный техникум (1933), Московский политехнический институт. Работал начальником участка, главным инженером шахты, начальником технического отдела комбината «Ворошиловградуголь», шахты в Криворожье. С начала войны в армии. В январе 1942 года как специалист-горняк демобилизован. Назначен управляющий трестом «Ворошиловградуголь», одновременно начальником укрепленного прифронтового района.
- 1942—1943 гг. — управляющий трестом «Кизелуголь»;
- 1943—1948 гг. — начальник комбината «Молотовуголь»;
- 1948—1953 гг. — заместитель министра угольной промышленности СССР;
- 1954—1957 гг. — начальник комбината «Тулауголь»;
- 1957—1961 гг. — председатель Совнархоза Тульского экономического административного района (на правах Министра СССР)[1] ;
- 1962—1965 гг. — заместитель председателя Государственного комитета Совета Министров СССР по топливной промышленности;
- 1965—1974 гг. — заместитель председателя Государственного комитета по топливной промышленности при Госплане СССР.

Депутат Совета Союза Верховного Совета СССР 2, 4-6 созывов.
Скончался 19 февраля 1993 года. Похоронен на Хованском кладбище в Москве.

## Награды
- орден Ленина (20.10.1943, 1957)
- 2 ордена Трудового Красного Знамени (24.6.1944)
- орден Дружбы народов (23.11.1977)
- орден Знак Почёта
- медали